# Martín Suárez
Martín Eduardo Suárez Debattista (Montevideo, 16 giugno 2004) è un calciatore uruguaiano, centrocampista del Montevideo Wanderers.

## Carriera

### Club
Suárez è cresciuto nel settore giovanile del Montevideo Wanderers dove ha debutatto il 12 marzo 2020 all'età di 15 anni nell'incontro di Primera División perso 3-0 contro il Plaza Colonia. Il 29 novembre 2023 ha segnato il suo primo gol in carriera nella partita vinta 3-0 contro il Danubio.

### Nazionale
Ha giocato nelle nazionali giovanili uruguaiane Under-15 ed Under-20.

## Statistiche

### Presenze e reti nei club
Statistiche aggiornate al 5 maggio 2024.
| Stagione        | Squadra              | Campionato      | Campionato | Campionato | Coppe nazionali | Coppe nazionali | Coppe nazionali | Coppe continentali | Coppe continentali | Coppe continentali | Altre coppe | Altre coppe | Altre coppe | Totale | Totale | Totale |
| Stagione        | Squadra              | Comp            | Pres       | Reti       | Comp            | Pres            | Reti            | Comp               | Pres               | Reti               | Comp        | Pres        | Reti        | Pres   | Reti   |        |
| --------------- | -------------------- | --------------- | ---------- | ---------- | --------------- | --------------- | --------------- | ------------------ | ------------------ | ------------------ | ----------- | ----------- | ----------- | ------ | ------ | ------ |
| 2020            | Montevideo Wanderers | PD              | 3          | 0          |                 | -               | -               |                    | -                  | -                  |             | -           | -           | 3      | 0      |        |
| 2021            | Montevideo Wanderers | PD              | 0          | 0          |                 | -               | -               |                    | -                  | -                  |             | -           | -           | 0      | 0      |        |
| 2022            | Montevideo Wanderers | PD              | 6          | 0          | CU              | 0               | 0               | CS                 | 1                  | 0                  |             | -           | -           | 7      | 0      |        |
| 2023            | Montevideo Wanderers | PD              | 13         | 1          | CU              | 1               | 0               |                    | -                  | -                  |             | -           | -           | 14     | 1      |        |
| 2024            | Montevideo Wanderers | PD              | 10         | 0          | CU              | 0               | 0               | CS                 | 0                  | 0                  |             | -           | -           | 10     | 0      |        |
| Totale carriera | Totale carriera      | Totale carriera | 32         | 1          |                 | 1               | 0               |                    | 1                  | 0                  |             | -           | -           | 34     | 1      |        |